# برقو

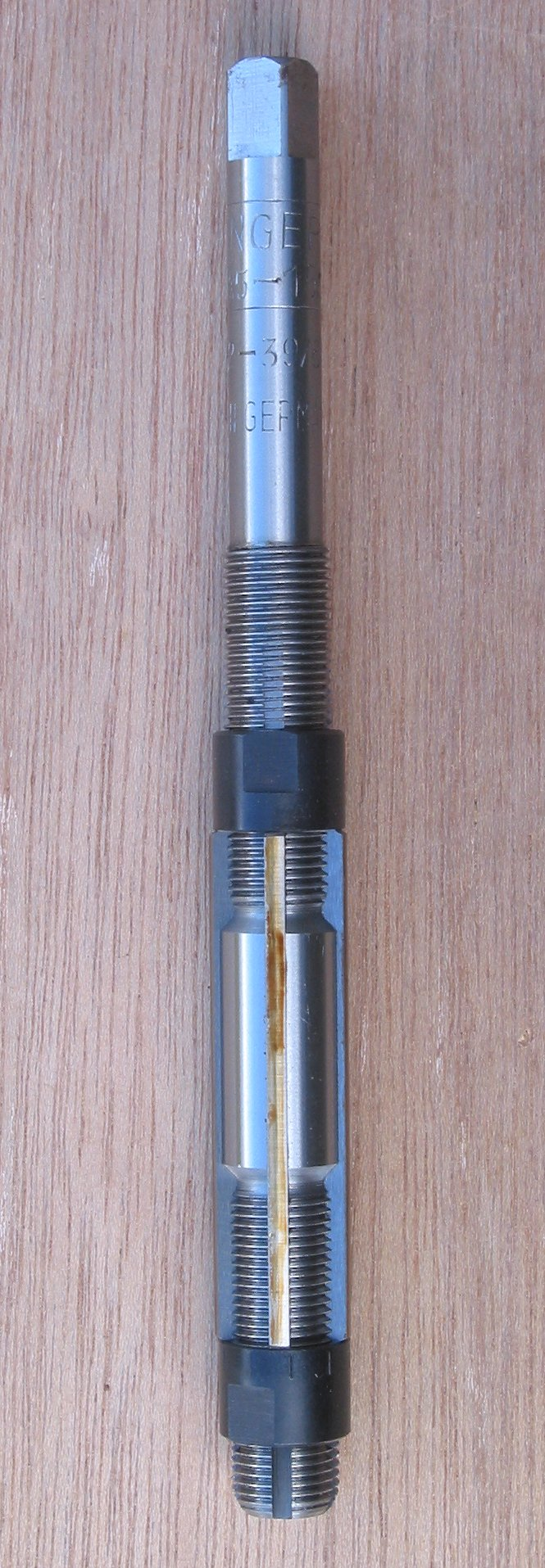
برقوی دستی تنظیم‌پذیر از ۱۳٬۵ تا ۱۵٬۵ میلی‌متر.

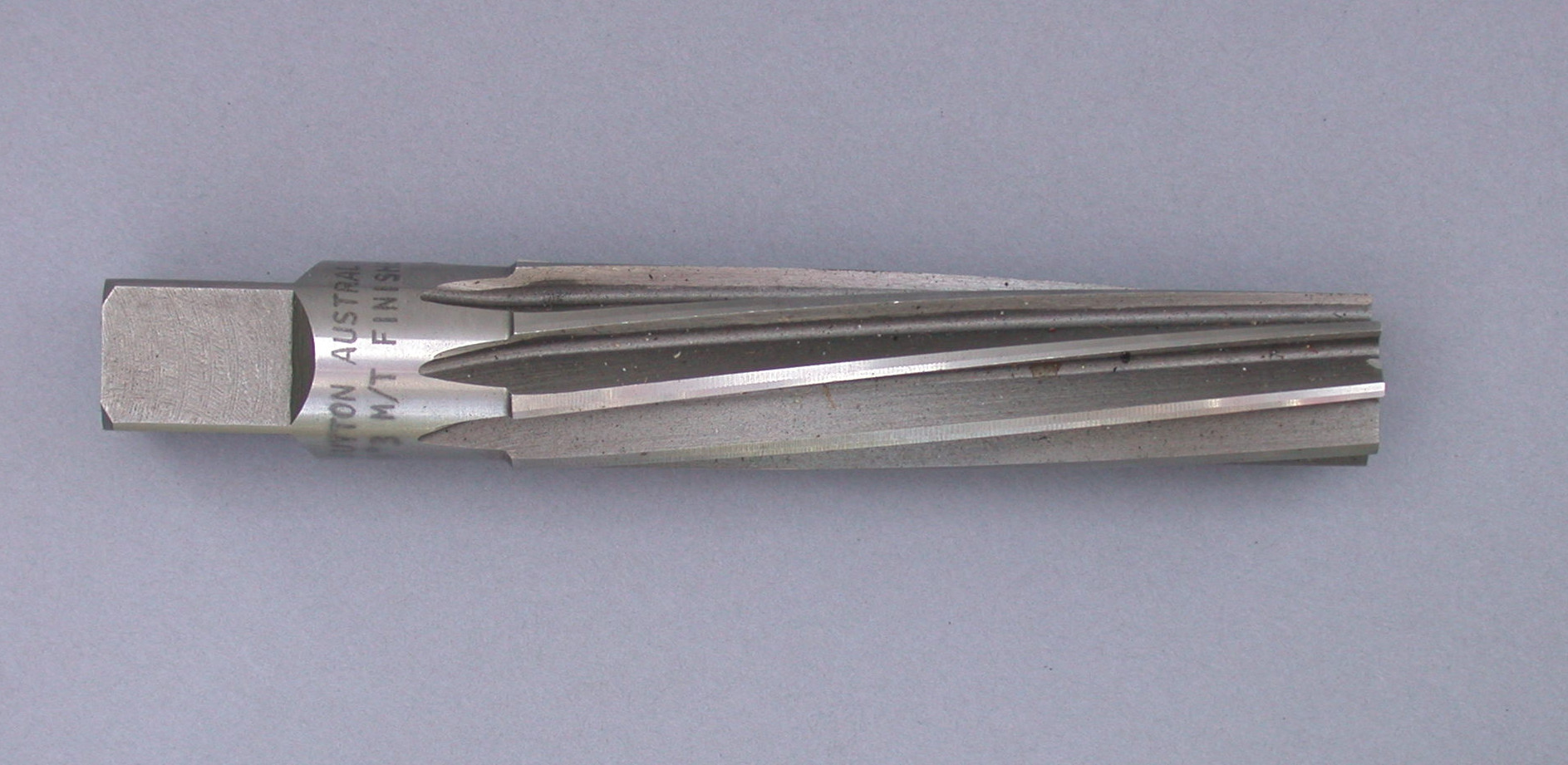
یک برقوی مخروطی مورس شماره ۳. (برقوی ماشینی با ساق مخروطی)، برای پرداخت ظریف سوراخ مته‌کاری‌شده.

بُرقو ابزاری است برای بزرگ‌تر کردن یا گرد کردن سوراخ‌های ایجادشده با مته.
برقوها می‌توانند توپر باشند و در ابزارگیر نصب شوند یا توخالی باشند و روی دُرن سوار شوند.
برقوها ممکن است از نوع پهلوتراش یا نوک ‌تراش باشند.
برقوها خیاره‌ها (شیارها)ی طولی مستقیم یا مارپیچی و دندانه‌های مجزا روی ساقه ی مخروطی یا استوانه‌ای دارند.
به گشاد کردن یا بزرگ کردن سوراخ قطعات فلزی با برقو، برقوکاری گفته می‌شود.
یک برقوی دستی تنظیم‌پذیر در محدوده‌ای کوچک برای نمونه از ۱۳٬۵ تا ۱۵٬۵ میلی‌متر قابل تنظیم است.
برقو از سه قسمت تشکیل شده‌است: بدنه، دم، لبه‌های برنده.
برقو را می‌توان با دست یا با دریل چرخانید. در صورتی‌که با دریل به‌کار گرفته شود سرعت آن نباید بیشتر از RPM ۵۰ باشد. برقوها از فولاد سخت ساخته می‌شوند و لازم است در جعبه‌های چوبی دیواره‌دار نگهداری شوند تا به یکدیگر اصابت نکنند.

## گونه‌ها

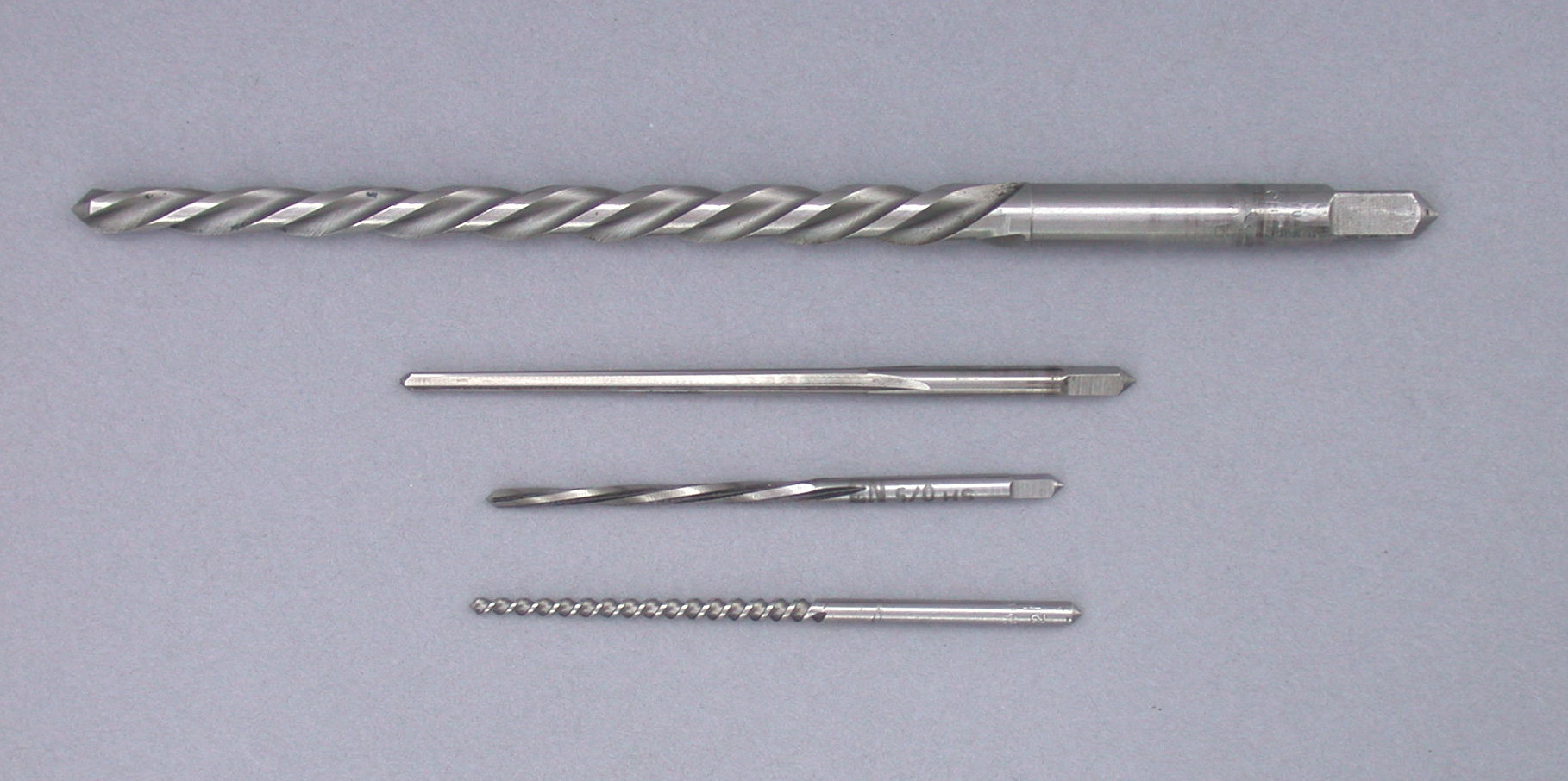
چهار برقوی مخروطی دستی.

برقوها از دید خیاره‌ها به سه نوع مارپیچ، مستقیم و تنظیم‌پذیر تقسیم می‌شوند.
به‌طور کل گونه‌های برقو عبارتند از:
- برقوی الماسی
- برقوی دستی: یک برقوی دستی قابل تنظیم می تواند محدوده کوچکی از اندازه ها را پوشش دهد. آنها به طور کلی با یک حرف که برابر با محدوده اندازه است ارجاع داده می شوند. تیغه های یکبار مصرف در امتداد یک شیار مخروطی می لغزند. عمل سفت کردن و شل کردن مهره های مهار کننده در هر انتها اندازه ای که ممکن است بریده شود متفاوت است. عدم وجود هر گونه مارپیچ در فلوت ها آنها را به استفاده سبک محدود می کند (حداقل مواد در هر تنظیم) زیرا آنها تمایل به پچ پچ کردن دارند . آنها همچنین به استفاده در سوراخ های شکسته محدود می شوند. اگر یک سوراخ دارای یک شکاف محوری در امتداد خود باشد، مانند یک بوش شکاف یا یک سوراخ گیره، هر دندان مستقیم به نوبه خود در شکاف می افتد و باعث می شود دندان های دیگر از موقعیت برش خود عقب بروند. این همچنین باعث ایجاد علائم پچ پچ می شود و هدف از استفاده از برقوی برای اندازه گیری یک سوراخ را ناکام می گذارد.
- برقوی تنظیم‌پذیر
- برقوی توخالی
- برقوی جدارتراش
- برقوی خیاره‌دار
- برقوی ترکیبی: یک ریمر ترکیبی دارای دو یا چند سطح برش است. ریمر ترکیبی با دقت به الگویی شبیه به قطرهای داخلی چندگانه قطعه است. مزیت استفاده از ریمر ترکیبی کاهش تعداد عملیات برجک و در عین حال حفظ دقیق تر عمق، قطر داخلی و تمرکز است. ریمرهای ترکیبی بیشتر در ماشین‌های پیچی یا ماشین‌های تراش کار دوم استفاده می‌شوند ، نه در ماشین‌های کنترل عددی کامپیوتری ( CNC ) زیرا G-code به راحتی می‌تواند برای پروفیل‌های قطر داخلی تولید شود. برقو های ترکیبی را می توان از کبالت، کاربید ، یا ابزار فولادی با سرعت بالا ساخت. هنگام استفاده از ریمورهای ترکیبی برای تنظیم قطرهای داخلی بزرگ ساخته شده از مواد با پایه های سطح پایین تر در دقیقه ، می توان نوک های کاربید را بر روی یک مته پیکربندی شده برای ساخت ریمر لحیم کرد . کاربید به مراقبت بیشتری نیاز دارد، زیرا بسیار شکننده است و در صورت ایجاد پچ پچ می کند. معمول است که از مته یا مته ترکیبی برای برداشتن قسمت عمده مواد برای کاهش سایش یا خطر کنده شدن قطعه روی برقو ترکیبی استفاده کنید.
- برقوی دنباله‌دار
- برقوی صاف کننده مستقیم: یک برقوی مستقیم فقط برای ایجاد یک بزرگنمایی جزئی به یک سوراخ استفاده می شود. انتهای ورودی برقوی کمی باریک خواهد بود که طول آن به نوع آن بستگی دارد. این عمل با ورود به سوراخ خام یک عمل خود مرکزی ایجاد می کند. نسبت بزرگتر طول دارای قطر ثابت خواهد بود. از سوراخ‌های بازشده برای ایجاد حفره‌هایی با دایره‌ای دقیق و اندازه استفاده می‌شود، به‌عنوان مثال با تلورانس‌های -0/+0.02 میلی‌متر (0.0008 اینچ) این امر امکان اتصال نیرو به پین‌های رولپلاک را فراهم می‌کند، که در غیر این صورت نیازی به نگه داشتن آن در بدنه نگهدارنده نیست. سوراخ‌های دیگری که در قسمت‌های دیگر کمی بزرگ‌تر شده‌اند، دقیقاً روی این پین‌ها قرار می‌گیرند ، اما نه آنقدر محکم که جداسازی قطعات را دشوار کند. موتورهای نوع پس از اتصال به دو نیمه، بدنه مونتاژ شده ممکن است خط کشیده شود (با استفاده از چیزی که در واقع یک ریمور با قطر بزرگ است)، و سپس برای قرار دادن یاتاقان ها و سایر قطعات جدا می شود طراحی، که در آن هر دو قسمت مکان یابی باید به طور دقیق با یکدیگر قرار گرفته و جفت شوند - معمولاً همانطور که در بالا نشان داده شد، تا 0.02 میلی متر یا کمتر از 0.001".
- برقوی گشادکُن

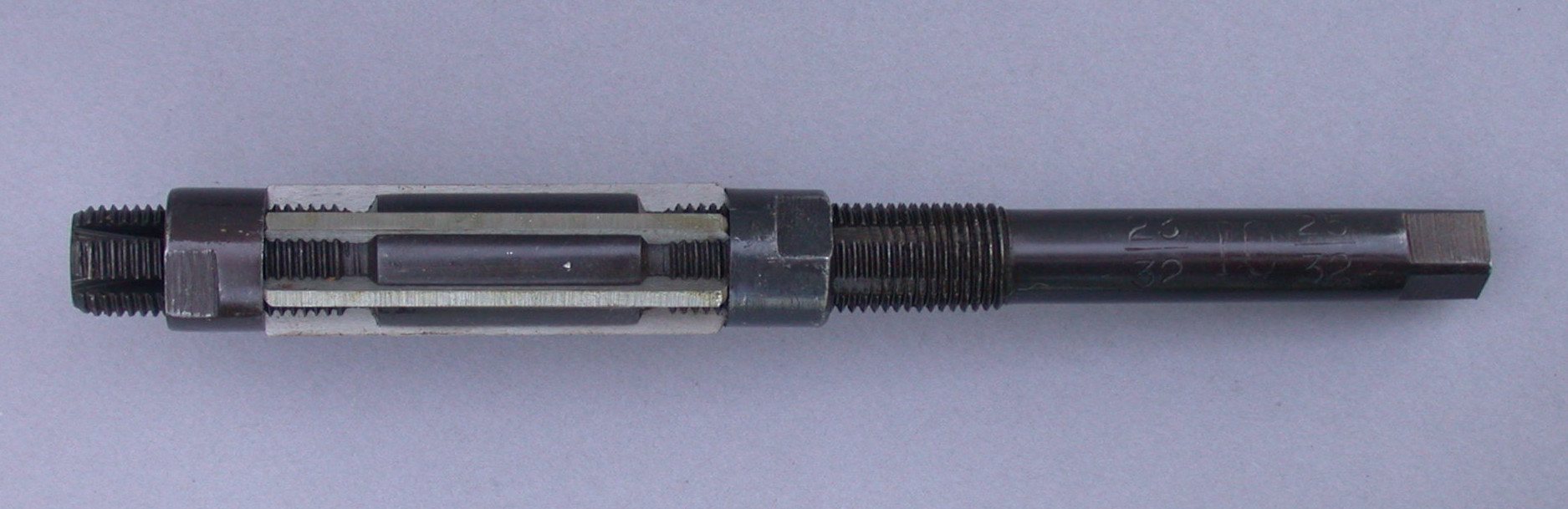
برقوی دستی قابل تنظیم

- برقوی ماشینیبرقوی دستی قابل تنظیمبرقوی ماشین فقط دارای یک سرب بسیار اندک است. از آنجایی که برقو و قطعه کار توسط دستگاه از قبل تراز شده اند، هیچ خطری برای سرگردانی آن از مسیر وجود ندارد. علاوه بر این، نیروی برش ثابتی که می تواند توسط دستگاه اعمال شود، تضمین می کند که بلافاصله برش را شروع می کند. فلوت‌های مارپیچی این مزیت را دارند که به‌طور خودکار لایه‌ها را پاک می‌کنند، اما با فلوت‌های مستقیم نیز در دسترس هستند، زیرا مقدار swarf تولید شده در طول عملیات ریمینگ باید بسیار کم باشد.
- برقوی ماشینی بازشو
- برقوی مخروطی: می توان از یک برقوی مخروطی برای تمیز کردن سوراخ ها از سوراخ سوراخ شده یا برای بزرگ کردن سوراخ استفاده کرد. بدنه ابزار تا یک نقطه باریک می شود. این نوع برقو شامل بدنه ای است که معمولاً به قطر 1/2 اینچ می رسد و یک قطعه ضربدری میله ای در انتهای بزرگ آن برای تشکیل یک دسته عمل می کند. به ویژه برای کار با فلزات نرم تر مانند آلومینیوم، مس و فولاد نرم مفید است. نام دیگر آن "برقوی تعمیر و نگهداری" است که به استفاده از آن در کارهای متفرقه زدایی و بزرگنمایی که اغلب در کارهای MRO یافت می شود اشاره دارد. ابزار مشابهی را می توان در چاقوهای ارتش سوئیس انتخاب کرد ، مانند مدل برقی، که در مجرای لوله استفاده می شود.
- برقوی ماشینی خیاره‌دار
- برقوی ماشینی سنگین
- برقوی ماشینی گلبرگی
- برقوی مخروطی: برای ایجاد یک سوراخ مخروطی برای دریافت سنجاق مخروطی از یک ریمر مخروطی دقیق استفاده می شود. پین مخروطی به دلیل زاویه کم مخروطی یک وسیله خود سفت کننده است. آنها ممکن است به داخل سوراخ مخروطی رانده شوند به طوری که حذف فقط با چکش و پانچ انجام شود . آنها با یک دنباله اعداد اندازه می شوند (به عنوان مثال، یک ریمر شماره 4 از پین های مخروطی شماره 4 استفاده می کند). چنین اتصالات دقیقی در مونتاژ هواپیما استفاده می شود و اغلب برای اتصال دو یا چند بخش بال مورد استفاده در هواپیمای بادبانی استفاده می شود . اینها ممکن است یک یا چند بار در طول عمر مفید هواپیما، با یک پین با اندازه بزرگ که جایگزین پین قبلی می‌شود، دوباره تغییر شکل داده شوند.
- برقوی مخروطی مورس

برقوی مارپیچی براده‌برداری بهتر و ملایم‌تری انجام می‌دهد و کمتر قلاب می‌کند. برقوهای ثابت به اندازه دقیق و استاندارد وجود دارد. برقوهای تنظیم‌پذیر را باید با دقت زیاد بکار برد و قبل از برقوکاری به وسیله میکرومتر قطر تیغه‌ها را اندازه گرفت.برای تکمیل آستین های مخروطی مورس به صورت دستی از دستگاه مورس استفاده می شود. این آستین ها ابزاری هستند که برای نگه داشتن ابزارهای برش ماشینی یا نگه دارنده ها در دوک ماشین هایی مانند مته یا فرز استفاده می شود. ریمر نشان داده شده یک ریمور تمام کننده است. یک ریمر زبر دارای دندانه‌هایی در امتداد فلوت‌ها است تا براده‌های ضخیم‌تر تولید شده توسط عمل برش سنگین‌تر که برای آن استفاده می‌شود، بشکند.

## برقو زنی درمقابل سوراخ کاری
هندسه سوراخی که در فلز توسط مته پیچشی حفر شده است ممکن است به اندازه کافی دقیق نباشد (به اندازه کافی به یک استوانه واقعی با قطر دقیق مشخص نزدیک است) و ممکن است سطح صاف مورد نیاز برای کاربردهای مهندسی خاص را نداشته باشد. اگرچه مته‌های پیچشی مدرن در بسیاری از موارد می‌توانند عملکرد عالی داشته باشند - معمولاً سوراخ‌هایی با دقت کافی برای بیشتر کاربردها ایجاد می‌کنند - گاهی اوقات سخت‌گیری الزامات مربوط به هندسه  مستلزم عملیات تراشکاری کوچک‌برای افزایش دقت است. به تفاوت برنامه ریزی شده بین قطر مته و قطر برقو تغییر مجاز می گویند. (این امکان حذف مقدار کمی از مواد را فراهم می کند.) مقدار مجاز برای مواد نرم کمتر از 0.2 میلی متر (0.008 اینچ) و برای مواد سخت کمتر از 0.13 میلی متر (0.005 اینچ) باید باشد. توزيعات بزرگتر مي تواند به دستگاه برقو آسيب برساند. سوراخ حفر شده نباید بیش از 5 درصد قطر حفاری شده بزرگ شود. حفاری و به دنبال آن برقوزنی معمولاً هندسه سوراخ نهایی را ایجاد می کند که تا حد امکان به مقدار نظری نزدیک است. (دیگر روش‌های ایجاد حفره که در شرایط خاص به مقدار نظری نزدیک‌تر می‌شوند، حفاری [به‌ویژه حفاری تک نقطه‌ای] و سنگ‌زنی استوانه‌ای داخلی هستند.)

## فرایندها
برای دستیابی به قطرهای بسیار دقیق و همسان با استفاده از برقو، باید متغیرهای فرایندی را در نظر گرفت که می‌توانند بر کیفیت کلی سوراخی که قرار است با برقو پردازش شود تأثیر بگذارند. متغیرهایی مانند جنس برقو، طراحی برقو، ماده‌ای که قرار است با برقو پردازش شود، دمای سطحی مورد پردازش، سرعت برقو، حرکت دستگاه یا عملگر و غیره باید مورد بررسی قرار گیرند. با کنترل این متغیرها تا جای ممکن، فرآیند برقو کاری می‌تواند به راحتی سوراخ‌های بسیار دقیق و همسان تولید کند.
در استفاده از برقوها، باید آن‌ها را به صورت معکوس تغییر جهت ندهید زیرا این کار می‌تواند باعث کاهش تیزی لبه‌های برشی برقو شود.

### اندازه - دقت و تکرارپذیری
اندازه نهایی سوراخی که با استفاده از برقو تولید می‌شود، بستگی به فرآیند برقوکاری که به همراه طراحی و جنس برقو استفاده می‌شود دارد. مطالعاتی انجام شده که اثر استفاده از سیال خنک‌کننده در طول فرآیند برقوکاری را نشان می‌دهند. استفاده مداوم از جریان سیال خنک‌کننده در طول فرآیند برقوکاری به طور مداوم (75% از زمان) منجر به ایجاد سوراخ‌هایی با اندازه‌ای 0.0001 اینچ (0.0025 میلی‌متر) با انحراف +/- 0.0002 اینچ بزرگتر از اندازه برقو می‌شود. به طور مشابه، استفاده از فرآیند نیمه خیس برقوکاری معمولاً منجر به ایجاد سوراخ‌هایی با اندازه‌ای 0.0004 اینچ بزرگتر از اندازه برقو می‌شود.استفاده از روش  برقوزنی خشک  به دلیل کمبود تکرارپذیری در اندازه (20٪) و پراکندگی وسیع فرآیند، در اندازه‌های تا 0.0012 اینچ (0.030 میلی‌متر) بزرگتر از اندازه برقو، توصیه نمی‌شود.

### پوشش سطح و طول عمر
هنگامی که به درستی طراحی و مورد استفاده قرار گیرد، برقوها می توانند عمر طولانی تا 30000 سوراخ را تجربه کنند. فرآیند به درستی کنترل شده است و همچنین قادر است اندازه ثابتی را در کل طول سوراخ حفظ کند و در عین حال اثر ساعت شنی را به حداقل برساند. سوراخ‌های بعد از برقو زنی معمولاً ممکن است سطحی بین 10 تا 25 µin Ra را داشته باشند.

### راه اندازی و تجهیزات
به طور کلی، برقوزنی با استفاده از دریل انجام می شود. اما می توان از ماشین های تراش، مراکز ماشینکاری و ماشین های مشابه نیز استفاده کرد. قطعه کار توسط گیره، چاک یا فیکسچر محکم در جای خود ثابت می شود در حالی که ریمر پیشروی می کند.

### جنس ابزار
مانند سایر ابزارهای برش، دو دسته از مواد برای ساخت برقو استفاده می شود:
1. مواد عملیات حرارتی
2. مواد سخت

مواد عملیات حرارتی شده توسط فولادهای مختلف، به ویژه کربن ساده (بدون آلیاژ، که امروزه منسوخ شده است) و فولادهای تندبر تشکیل شده‌اند. متداول‌ترین ماده سخت کاربید تنگستن (جامد یا نوک‌دار) است، اما دستگاه‌هایی با لبه‌هایی از نیترید بور مکعبی (CBN) یا الماس نیز وجود دارد.
تفاوت اصلی بین هر دو دسته این است که مواد سخت معمولاً تحت تأثیر حرارت تولید شده توسط فرآیند ماشینکاری قرار نمی گیرند جنبه منفی این است که آنها معمولاً بسیار شکننده هستند و برای جلوگیری از شکستگی به لبه های برش کمی نیاز دارند. این باعث افزایش نیروهای درگیر در ماشینکاری می شود و به همین دلیل معمولاً مواد سخت برای ماشین آلات سبک توصیه نمی شود. از طرف دیگر، مواد عملیات حرارتی شده معمولاً بسیار سخت‌تر هستند و مشکلی برای نگه‌داشتن لبه‌های تیز بدون بریدگی در شرایط کمتر مساعد (مانند ارتعاش) ندارند. این باعث می شود آنها برای ابزارهای دستی و ماشین های سبک مناسب باشند.
| جنس ابزار رایج | ویژگی                                                                                          |
| -------------- | ---------------------------------------------------------------------------------------------- |
| فولاد تندبر    | ارزان و بیشتر مورد استفاده قرار می گیرد.                                                       |
| فولاد تندبر    | سختی تا Rc 67. لبه های برش تیز یعنی نیروی برش کمتر.                                            |
| فولاد تندبر    | نسخه های کبالت بالا در برابر گرما بسیار مقاوم هستند و بنابراین برای سنگ زنی با برقو عالی هستند |
| کاربید تنگستن  | گرانتر از فولادهای تندبر هستند.                                                                |
| کاربید تنگستن  | سختی تا 92 Rc در هنگام برقوزنی فولاد از فولادهای تندبر (معمولاً حدود 10:1) دوام خواهد داشت.     |
| کاربید تنگستن  | برای برقوزنی مواد سخت مورد استفاده قرار میگیرد.                                                |
| کاربید تنگستن  | برای آلومینیوم ریخته گری شده مورد استفاده قرار می گیرد. (به دلیل محتوای سیلیکون بالا).         |

### جنس قطعه کار
آلومینیوم و برنج قطعات کار معمولی با درجه ماشینکاری خوب تا عالی هستند. چدن، فولاد ملایم و پلاستیک رتبه بندی خوبی دارند. فولاد ضد زنگ به دلیل چقرمگی آن دارای رتبه ضعیفی است و در حین ماشینکاری تمایل به سفت شدن دارد.

### روان ساز
در طی فرآیند ریمینگ اصطکاک باعث گرم شدن قطعه و ابزار می شود. روغن کاری مناسب باعث خنک شدن ابزار می شود که باعث افزایش طول عمر ابزار می شود. یکی دیگر از مزایای روانکاری سرعت برش بالاتر است. این باعث کاهش زمان تولید می شود. روانکاری همچنین تراشه ها را از بین می برد و به پایان بهتر قطعه کار کمک می کند. روغن‌های معدنی، روغن‌های ترکیبی و روغن‌های محلول در آب برای روان‌کاری استفاده می‌شوند و از طریق غرقاب کردن یا پاشش استفاده می‌شوند. در مورد برخی از مواد فقط هوای سرد برای خنک کردن قطعه کار مورد نیاز است. این توسط جت هوا اعمال می شود. یا با لوله گردابی
| قطعه کار     | روان ساز                           | روش استفاده      |
| ------------ | ---------------------------------- | ---------------- |
| آلومینیوم    | Soluble oil, نفت سفید, روغن ترکیبی | غرقاب کردن       |
| برنج         | soluble oil                        | غرقاب کردن       |
| چدن          | هوای سرد                           | جت هوا           |
| فولاد نرم    | Soluble oil, sulfurized oil        | غرقاب کردن       |
| فولاد ضد زنگ | Soluble oil, sulfurized oil        | غرقاب کردن       |
| پلاستیک      | روغن معدنی, synthetic oil          | غرقاب کردن، پاشش |

استانداردهای مرتبط
استانداردهای ملی و بین‌المللی برای استاندارد کردن تعاریف و طبقه‌بندی‌های مورد استفاده برای ریمرها (چه بر اساس ساخت و چه بر اساس روش نگهداری یا رانندگی) استفاده می‌شود. انتخاب استاندارد مورد استفاده توافقی بین تامین کننده و کاربر است و در طراحی ریمور اهمیت دارد. در ایالات متحده، ASME استاندارد B94.2 را توسعه داده است که روش های الزامی را برای تعیین طبقه بندی ریمرزها ایجاد می کند. 